# Аббас и Мастан Бурмавалла
Аббас и Мастан Бурмавалла (англ.  Abbas Alibhai Burmawalla, англ.  Mastan Alibhai Burmawalla) — братья и режиссёры фильмов снимаемых в Болливуде. Они сняли фильмы с участием таких актёров, как Акшай Кумар, Бобби Деол и др. Сюжеты для своих фильмов они черпают из фильмов Голливуда.

## Биография
Братья Аббас и Мустан родились в городе Сурат, в семье мебельщиков. Но братья не захотели идти по стопам родителей, и добиться в жизни чего то большего. Свою карьеру они начали с редактирования фильмов, и постепенно стали помощниками режиссёра Султана Ахмада и Говиндибхай Патель. И когда Говиндибхай Патель отказался от съёмок очередного фильма на языке гуджарати, они приняли предложение за него, и он стал хитом.
После того как фильм получил общественное признание, они сняли ещё несколько фильмов на языке гуджарати, пока не начали снимать на языке хинди.

## Фильмография

### Режиссёры
- Agneekaal (1990);
- Неудачное похищение (1992);
- Игра со смертью (1993);
- Трещина (1996);
- Доброе имя (1998);
- Бадшах (1999);
- Чужой ребёнок (2001);
- Коварный незнакомец (2001);
- Ты знаешь мою тайну (2002);
- Тарзан: Супер-кар (2004);
- Противостояние (2004);
- Казино Чайна-Таун «36» (2006);
- Любовь по чужому сценарию (2007);
- Гонка (2008);
- Игроки (2012);
- Гонка 2 (2013);

### Продюсеры
- Evano Oruvan (2007)
- Спутник жизни (2009)